# 彰化關帝廟
彰邑關帝廟，又稱彰化關帝廟，為台灣彰化縣彰化市的縣定古蹟，由清代彰化知縣秦士望於1735年（雍正十三年）所立，是一座供奉關聖帝君的廟宇。

## 事記
- 1735年（雍正十三年），由彰化知縣秦士望立，原址在縣治南門內。
- 2017年2月8日，下午2時，發生火災，後殿全毀。[1]
- 2018年10月28日，重修入火安座暨祈安福醮大典。

## 文物
- 關聖帝君像
- 關帝廟前殿
- 周倉將軍像
- 關平太子像
- 五路財神爺
- 文昌帝君
- 城隍爺
- 太歲星君
- 馬使爺赤兔馬

## 慶典
- 關聖帝君聖誕—農曆六月二十四日

## 外部連結
- 彰化關帝廟的Facebook專頁
- 彰化關帝廟——文化部文化資產局 （页面存档备份，存于）